# Dichtung-Digital
Dichtung-Digital war ein internationales Online-Journal für Kunst und Kultur digitaler Medien (1999–2014); gegründet und herausgegeben vom Kultur- und Medientheoretiker Roberto Simanowski. 2022 wurde das Journal ins Zeitschriftenarchiv des media/rep-Repositoriums der Universität Marburg aufgenommen.
Dichtung-Digital wurde 1999 von Roberto Simanowski als internationales, bilinguales (Deutsch und Englisch) Journal für Kunst und Kultur digitaler Medien gegründet und von ihm bis 2014 mit der Unterstützung von Gasteditoren herausgegeben.
Das Journal zielte auf die interdisziplinäre Auseinandersetzung mit ästhetischen und kulturellen Phänomenen der digitalen Medien aus literatur-, kunst-, kultur-, medien- und sozialwissenschaftlicher Perspektive durch ausführliche Fallanalysen und theoretische Erörterungen. Das Themenspektrum reicht von der Poetik multilinearer, multimedialer Texte, interaktiver Installationen und Videospiele bis zur Politik der Kulturtechniken und Kommunikationsformen der neuen, mobilen, sozialen Medien sowie Aspekten einer entsprechenden Medienbildung. Diese Themen wurden in den Rubriken Reviews, Interviews und Theorie behandelt.
Das Journal erschien in 44 Ausgaben von jeweils circa 10 Beiträgen. Unter seinen mehr als 100 Autoren aus 20 Ländern befinden sich Pioniere und Theoretikerinnen der digitalen Literatur und Kunst, Kultur- und Medienwissenschaftler, Medienpädagogen sowie Kulturmanager. 2022 wurde das Journal ins Zeitschriftenarchiv des media/rep-Repositoriums der Universität Marburg aufgenommen und ist seitdem dort abrufbar.